# Nikka Costa
Domenica "Nikka" Costa, född 4 juni 1972 i Tokyo, är en australisk-amerikansk×sångerska, som blandar pop, funk, soul, syntpop, blues och progressiv rock. Costa, som är dotter till producenten Don Costa, spelade in sin första skiva när hon var nio år. Costas "Everybody's Got Their Something" var ledmotiv i filmen All About Steve från 2009.

## Diskografi (urval)
Album
- Nikka Costa (1981)
- Fairy Tales (också känd som Cuentos de Hadas) (1983)
- Here I Am... Yes, It's Me (också känd som Loca Tentación) (1989)
- Butterfly Rocket (1996)
- Everybody Got Their Something (2001)
- Can'tneverdidnothin' (2005)
- Pebble to a Pearl (2008)
- Pro*Whoa! (2011)
- Nikka & Strings, Underneath and in Between (2017)